# Bulbophyllum subverticillatum
Bulbophyllum subverticillatum är en orkidéart som beskrevs av Henry Nicholas Ridley. Bulbophyllum subverticillatum ingår i släktet Bulbophyllum och familjen orkidéer.
Artens utbredningsområde är Sumatera. Inga underarter finns listade i Catalogue of Life.